# Bockwindmühle Hohenwarthe

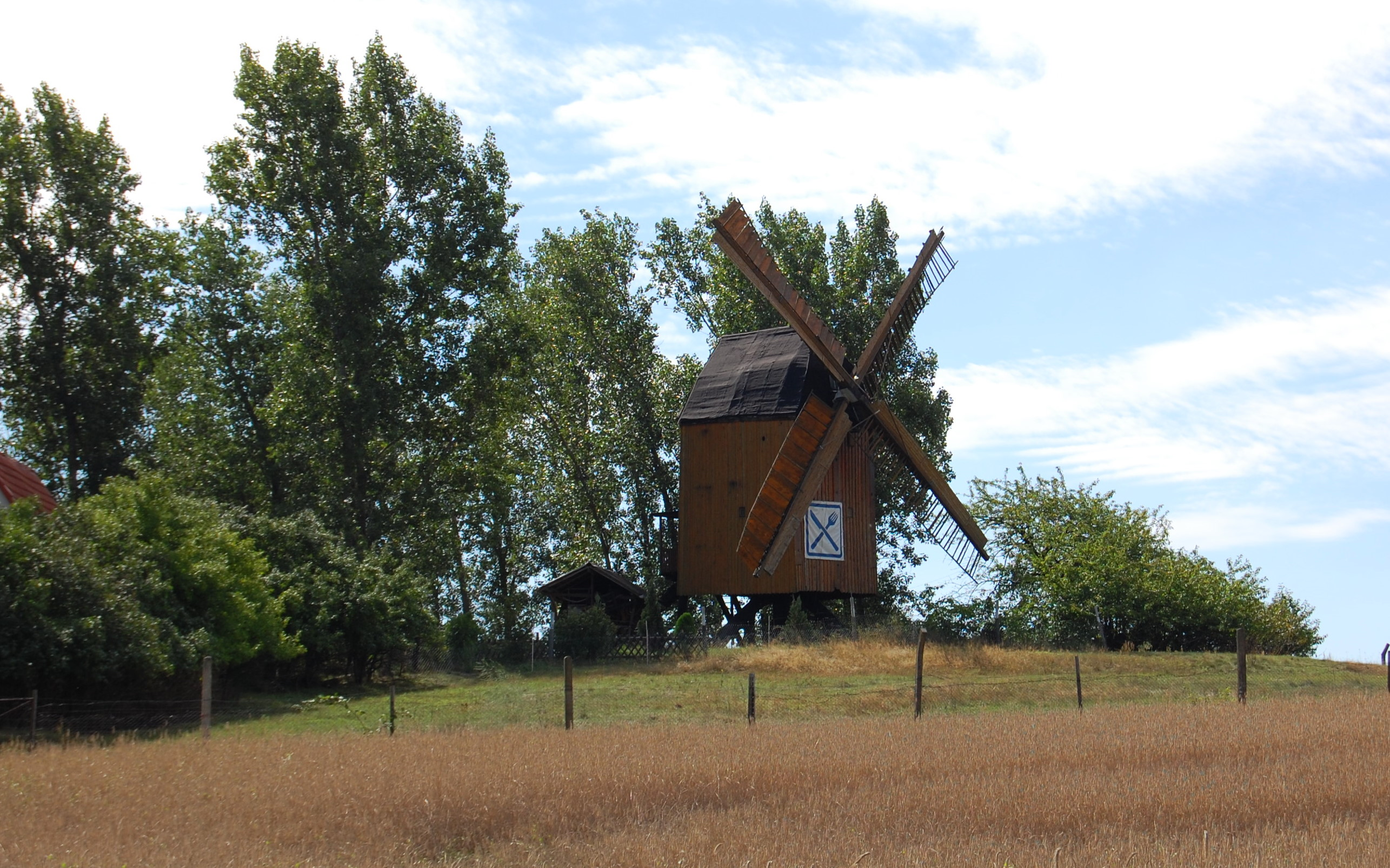
Bockwindmühle Hohenwarthe

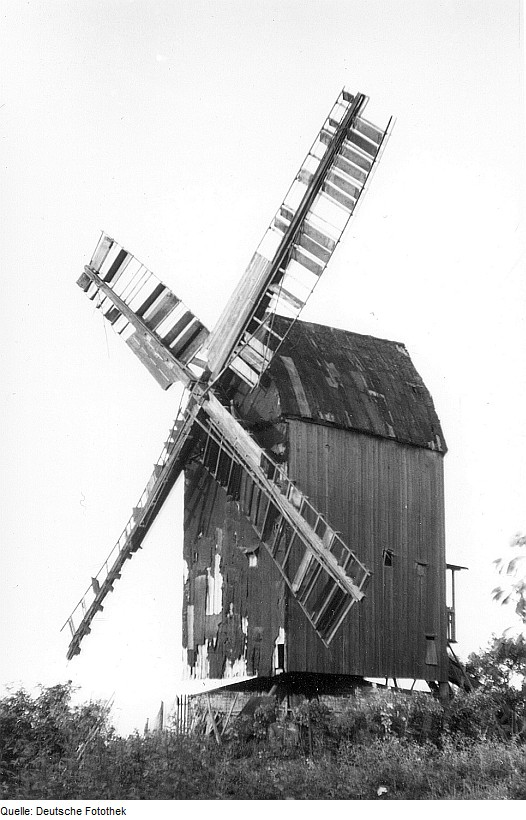
Die Mühle im Jahr 1973 an ihrem alten Standort in Drackenstedt

Die Bockwindmühle Hohenwarthe ist eine Bockwindmühle zwischen den zur Einheitsgemeinde Möser gehörenden Dörfern Lostau und Hohenwarthe in Sachsen-Anhalt. Im örtlichen Denkmalverzeichnis ist die Bockwindmühle Hohenwarthe unter der Erfassungsnummer 094 05642 als Denkmal verzeichnet.

## Lage
Sie steht auf dem Lostauer Mühlenberg. Das Umfeld der Mühle wird gastronomisch genutzt. An der Mühle selbst ist ein Werbehinweis auf die Gastronomie angebracht. In Sichtweite, etwa 500 Meter weiter nördlich, verläuft die Bundesautobahn 2.

## Ausstattung
Die Mühle stammt in ihrem Kern bereits aus dem Jahr 1720, stand jedoch ursprünglich als Mühle Michaelis in Drackenstedt. Sie wurde 1984 an ihren heutigen Standort umgesetzt. Die Mühle ist windgängig und verfügt über Jalousieflügel mit Hecht´scher Federjalousie. Auch die übrige Mühlentechnik ist vollständig erhalten. So sind Mahlgang, Schrotgang, Sichter, Walzenstuhl und Reinigung aber auch Hilfseinrichtungen wie Elevatoren, Transmissionen und Aufzug vorhanden.
Östlich der Mühle wird eine Flügelwelle und ein Kammrad einer im Jahr 1983 in Irxleben eingestürzten Bockwindmühle ausgestellt.